# Roeux
Roeux är en kommun i departementet Pas-de-Calais i regionen Hauts-de-France i norra Frankrike. Kommunen ligger i kantonen Vitry-en-Artois som tillhör arrondissementet Arras. År 2022 hade Roeux 1 393 invånare.

## Befolkningsutveckling
Antalet invånare i kommunen Roeux
| Referens: INSEE |